# إيرل كوك
إيرل كوك هو سياسي كندي، ولد في 9 نوفمبر 1881، وتوفي في 20 أبريل 1966 في ألبرتا في كندا. حزبياً، نشط في إتحاد مزارعي ألبرتا ‏. وقد انتخب عضو الجمعية التشريعية ألبرتا.